# Magnitude (Erdbeben)
Die Magnitude ist ein Maß für die Stärke von Erdbeben. Magnituden werden überwiegend aus den Amplituden, seltener auch aus anderen Parametern von Seismogrammen bestimmt. Diese werden wiederum weltweit an Erdbebenmessstationen mit Seismographen aufgezeichnet. Im Gegensatz dazu ist die Intensität von Erdbeben – also ihre Auswirkungen auf Menschen, Gebäude und Landschaft – ohne Instrumente zu beobachten.

## Historische Entwicklungen
Die älteste Magnitudenskala ist die Richterskala, die in den 1930er Jahren von Charles Francis Richter zur Quantifizierung kalifornischer Erdbeben entwickelt wurde. Richter hatte den Zusammenhang zwischen dem Maximalausschlag im Seismogramm und der Entfernung vom Epizentrum mathematisch beschrieben. Die so gefundene logarithmische Beziehung war geeignet, um aus dem Abklingverhalten der Amplitude auf die Stärke des Erdbebens zurückzuschließen. Allerdings bezieht sich diese Magnitudenskala auf seismische Wellen, deren Strahlwege größtenteils durch die Erdkruste verlaufen. Dadurch ist die Richterskala nur für den Gebrauch bis maximal 600 bis 1000 km Abstand vom Epizentrum anwendbar. Sie wird deshalb auch als Lokalbebenmagnitude (ML) bezeichnet.
Um auch weiter entfernte Erdbeben vergleichen zu können, führte Beno Gutenberg 1945 die sogenannte Oberflächenwellenmagnitude (MS) ein. Im gleichen Jahr stellte er auch die Raumwellenmagnitude (mB) vor. Verschiedene Rahmenbedingungen, die teils durch die Herdvorgänge der Erdbeben und teils durch die Grenzen technischer Realisierbarkeit vorgegeben wurden, führten zu der Entwicklung weiterer Magnitudenskalen.
So war wegen der begrenzten Dynamik und der Übersteuerung bei starken lokalen Ereignissen eine korrekte Bestimmung der Maximalausschläge bei den früheren analogen Aufzeichnungsgeräten nicht immer möglich. Behelfsmäßig wurde für solche Fälle die Codamagnitude (Md) entwickelt, für welche die Abklingdauer der Wellencoda, insbesondere der Sg-Phase herangezogen wurde. In der modernen Wissenschaft findet insbesondere die Momenten-Magnituden-Skala Verwendung, die 1977 von Hiroo Kanamori und Thomas C. Hanks entwickelt wurde.

## Methodische Grundlagen

### Historische Definition
Richter betrachtete Maximalamplituden in Seismogrammen (gemessen in Mikrometern, also 1∕1000 mm), die von Standard-Seismometern des Typs Wood-Anderson aufgezeichnet worden waren. Er stellte den dekadischen Logarithmus der Amplitudenwerte als Funktion von der Epizentralentfernung (Abstand des Messinstruments vom Epizentrum) dar. Dabei stellte er fest, dass die Maximalamplituden von Erdbeben verschiedener Stärke entlang mehr oder weniger parallel verlaufenden Kurven mit der Entfernung abklingen. Er definierte die Magnitude eines Bebens daher als den logarithmischen Maximalausschlag des Standardseismometers. Zur Skalierung verwendete er eine Referenzentfernung von 100 km.

### Lokale Einschränkungen
Strenggenommen gilt die Richtermagnitude nur für das Gebiet Kalifornien, da die Abnahme der Amplitude von der Beschaffenheit des Gesteinsmaterials abhängt.

### Spätere Entwicklung
Später entwickelten sich weitere Magnitudenskalen. Ihr Grundprinzip ist weitgehend dasselbe, es werden jedoch unterschiedliche Phasen des Wellenfeldes und deren spezielle physikalische Eigenschaften ausgenutzt. So wird bei den Oberflächenwellen die wahre Bodenbewegung aus dem Seismogramm abgeleitet und zur Berechnung der Magnitude verwendet, während die Raumwellenmagnitude mB auf theoretisch berechneten Korrekturen der Amplituden auf Grund der Abnahme der Energiedichte mit 1/r2 bei Kugelwellen sowie der auftretenden Dämpfung entlang des Strahlweges basiert.
Mit der Einführung des WWSSN-Standard-Seismometers mit einer Eigenfrequenz von einem Hertz (entspricht einer Eigenperiode von einer Sekunde) wurde eine Kalibrierung auf die kurzperiodischen Wellenanteile (englisch: short period, Abkürzung: SP) üblich. Die Umstellung war vorrangig bedingt durch das steigende Interesse, seismologische Aufzeichnungen zur Erkennung unterirdischer Nuklearexplosionen zu nutzen, die sich unter anderem anhand ihres Frequenzspektrums identifizieren lassen. Zur Unterscheidung wird diese kurzperiodische Raumwellenmagnitude als mb bezeichnet.
Eine vielfach benutzte empirisch entwickelte Beziehung stellt einen Zusammenhang her zwischen der Oberflächenwellenmagnitude MS und der bei dem Erdbeben freiwerdenden seismischen Energie ES (in Joule).
{\displaystyle \log _{10}(E_{\mathrm {S} })\simeq 1{,}5\cdot M_{\mathrm {S} }+4{,}8}
Daraus folgt, dass 1 Magnitudeneinheit eine etwa 32-mal so hohe Energiefreisetzung bedeutet. Ein Unterschied von 2 Magnitudeneinheiten entspricht bereits der 1000-fachen Energiefreisetzung. Ein Erdbeben mit der Oberflächenwellenmagnitude MS = 5,5 hat danach die seismische Energie ES ≈ 3 GWh, die innerhalb weniger Sekunden freigesetzt wird. Die gleiche seismische Magnitude würde eine unterirdische Nuklearexplosion mit einem Äquivalent von einer Megatonne (Mt) chemischen Sprengstoffes erzielen. Allerdings würde bei der Explosion nur etwa ein Prozent seismische Wellenenergie erzeugt werden, während die restliche Energie in Wärmeerzeugung und in die Zerkleinerung des Gesteinsmaterials fließen würde.

### Fehler durch Sättigungsprobleme
Fast alle Magnitudenskalen verhalten sich problematisch bei der Erfassung besonders starker Erdbeben (Sättigungsphänomen). Ursache dafür ist, dass die Maximalamplitude sich im oberen Bereich durch den Zuwachs der Energieabstrahlung durch das Erdbeben nicht mehr signifikant erhöht.
Im Sättigungsbereich gibt die Skala den weiteren Zuwachs der Energieabstrahlung durch das Erdbeben nicht korrekt wieder. Dadurch kann nicht mehr korrekt auf die Energie zurückgeschlossen werden, die durch das Erdbeben freigesetzt wurde, und die Stärke von Erdbeben in diesem Bereich ist praktisch nicht mehr unterscheidbar.

### Sättigungsfreie Skalen
Die Momenten-Magnituden-Skala wird allein aus dem seismischen Moment und damit aus den direkten physikalischen Parametern des Erdbebenherdes abgeleitet. Sie erreicht auch für schwerste Erdbeben keine Sättigung und wird daher für sehr starke Ereignisse häufig verwendet.

## Verschiedenartigkeit der Magnitudenskalen

### Grundlage
Die unterschiedlichen Methoden zur Magnitudenbestimmung basieren auf den Amplituden verschiedener Phasen des seismischen Wellenfeldes. Diese unterscheiden sich jedoch hinsichtlich der physikalischen Grundlagen ihrer Ausbreitung. Ein wesentlicher Unterschied besteht beispielsweise im Energiespektrum, da die Wellenphasen unterschiedliche dominante Frequenzen bzw. Schwingungsperioden aufweisen (siehe Tabelle).
| Symbol | Bezeichnung                | Perioden- bereich |
| ------ | -------------------------- | ----------------- |
| ML     | Richterskala               | 0,1 – 1 s         |
| mb     | Raumwellenmagnitude        | 1,0 – 5 s         |
| MS     | Oberflächenwellenmagnitude | , – P20 s         |
| MW     | Momenten-Magnitude         | , > 200 s         |

### Vergleichbarkeit
Wegen dieser naturgemäßen Unterschiede der Wellenphasen weichen die Ergebnisse der Magnitudenbestimmungen der verschiedenen Methoden teilweise beträchtlich voneinander ab und sind nur bedingt miteinander vergleichbar. Dies gilt insbesondere für sehr starke Erdbeben, wenn die oben bereits beschriebene Sättigung zum Tragen kommt.
Dies lässt sich leicht anhand des Chile-Erdbebens von 1960 zeigen: Dieses Ereignis erreicht nach der (gesättigten) Oberflächenwellenmagnitudenskala den Wert MS = 8,5, während die Momenten-Magnitude den Wert MW = 9,5 ergibt und somit eine rund 30-mal so hohe Energiefreisetzung. Zur richtigen Einordnung der Stärke eines Erdbebens reicht die Angabe eines einfachen Zahlenwertes nicht aus, es muss immer auch die zugrunde liegende Magnitudenskala korrekt genannt werden.

### Magnitudenangaben in Pressemedien
In Pressemeldungen zu Erdbebenereignissen wird teilweise unzutreffend von der Richterskala gesprochen. Insbesondere hohe Magnitudenwerte oberhalb von etwa 6,5 basieren aber in der Regel auf anderen Magnitudenskalen, da die Richterskala für höhere Magnituden nicht ausgelegt ist.

### Magnitudenskalen
Welche Methode zur Bestimmung der Magnitude eingesetzt wurde, ist der Bezeichnung zu entnehmen. Hierfür wird dem großen „M“ für „Magnitude“ (Ausnahme: Die Raumwellenmagnitude mb) ein Index angefügt:
| Symbol   | Bezeichnung                                                                          | Beschreibung |
| -------- | ------------------------------------------------------------------------------------ | --- |
| m        | Einheits-Magnituden-Skala (unified magnitude)                                        | Diese Skala wird über die aus der Raumwellen-Magnitude mB und einer aus der Oberflächenwellen-Magnitude MS als gewichtetes arithmetisches Mittel berechneten Größe m gebildet.                                                                                  |
| mB       | Raumwellen-Magnituden-Skala (body-wave magnitude)                                    | Diese Skala nutzt Raumwellen, die sich durch das Innere des Erdkörpers ausbreiten. Ihre Energieabnahme hängt allein von der Entfernung ab. |
| mb       | Kurzperiodische Raumwellen-Magnituden-Skala (SP) (body-wave magnitude, short period) | Sie unterscheidet sich von mB durch ihre Kalibrierung auf die kurzperiodischen Wellenanteile. Sie weicht dadurch für Beben der Magnituden mB > 5 deutlich zu kleineren Werten ab und erreicht auch deutlich schneller eine Sättigung.                           |
| Md       | Coda-Magnituden-Skala (Abklingmagnitude) (duration magnitude)                        | Bei dieser Skala wurde die Magnitude anhand des Abklingens des Signals ermittelt. Gemessen wurde die Zeitdauer beginnend mit der Ankunft der Welle bis zum Ende ihrer Wellencoda, also bis sie im Hintergrundrauschen nicht mehr auszumachen ist.               |
| ME       | Energie-Magnituden-Skala (energy magnitude)                                          | Diese Magnitude ist eine andere Form der Momenten-Magnitude. Hier wird nicht das seismische Moment zur Bestimmung herangezogen, sondern die freigesetzte Energie. Bei erfüllter Kanamori-Bedingung ES/M0 ≈ 5 · 10−5 liefern beide Skalen identische Magnituden. |
| Mj, Mjma | JMA-Magnituden-Skala (Kishō-chō magunichūdo)                                         | Eine von der Japan Meteorological Agency üblicherweise verwendete Magnitudenskala, die drei verschiedene Einzelskalen für starke, schwache, oberflächennahe und tiefe Erdbeben kombiniert.                                                                      |
| Mm       | Mantel-Magnituden-Skala (mantle magnitude)                                           | Diese Skala untersucht sehr langwellige Oberflächenwellen des Rayleigh-Typs, aber auch des Love-Typs, die tief in den Erdmantel reichen. Auf Grund der langen Perioden wird eine Sättigung vermieden.                                                           |
| ML       | Richterskala, Lokalbeben-Magnitude (local magnitude)                                 | Diese Skala verwendet Maximalamplituden von Nahbeben bis maximal 600–1000 km Epizentralentfernung. |
| MS       | Oberflächenwellen-Magnituden-Skala (surface wave magnitude)                          | Für diese Skala wird aus der Amplitude die wahre Bodenbewegung am Messpunkt bestimmt, aus der wiederum die Magnitude berechnet wird. Untersucht werden Oberflächenwellen, die sich entlang der Erdoberfläche ausbreiten.                                        |
| MW       | Momenten-Magnituden-Skala (moment magnitude)                                         | Diese Skala benutzt das entfernungsunabhängige seismische Moment M0 zur Bestimmung der Magnitude. Sie erreicht keinerlei Sättigung. |

Diese Magnitudenskalen stellen eine Auswahl dar, für bestimmte Zwecke werden auch noch weitere oder von den genannten Skalen abgeleitete Magnitudenbeziehungen benutzt.

## Sonstiges
Setzt man die Oberflächenwellenmagnitude (MS) und die Raumwellenmagnitude (mb) zueinander in Beziehung, lassen sich Erdbeben leicht von Explosionsquellen (z. B. einer Atombombe) unterscheiden: Bei Nuklearexplosionen ist das Verhältnis zwischen den gemessenen schwachen Oberflächenwellen und den deutlich stärkeren Bodenwellen außergewöhnlich hoch.